# سلوین راب
سلوین راب (به انگلیسی: Selwyn Raab؛ ۲۶ ژوئن ۱۹۳۴ – ۴ مارس ۲۰۲۵) روزنامه‌نگار، نویسنده و خبرنگار جناییِ روزنامهٔ نیویورک تایمز اهل ایالات متحده آمریکا بود.
او منحصراً دربارهٔ «مافیای آمریکا» و همچنین برخی بی‌عدالتی‌هایِ سیستم قضاییِ ایالات متحده آمریکا می‌نویسد.
مجموعهٔ تلویزیونی «کوجک»، با الهام از یکی از کتاب‌های او با عنوانِ «عدالت در اتاق پشتی» ساخته شده‌است.

## درگذشت
راب در ۴ مارس ۲۰۲۵ در منهتن بر اثر عوارض روده درگذشت.